# Лас-П'єдрас (Пуерто-Рико)
Лас-П'єдрас (ісп. Las Piedras, МФА: [las ˈpjeðɾas]) — муніципалітет Пуерто-Рико, острівної території у складі США. Заснований 1773 року.

## Географія
Лас-П'єдрас розташований у східній частині острову Пуерто-Рико.
Площа суходолу муніципалітету складає 86 км² (51-е місце за цим показником серед 78 муніципалітетів Пуерто-Рико).

## Демографія
Станом на 2010 рік на території муніципалітету мешкало 38 675 ос.
Динаміка чисельності населення:

## Населені пункти
Найбільші населені пункти муніципалітету Лас-П'єдрас:
| Населений пункт   | Статус | Населення :   | Населення :   | Населення :   |
| Населений пункт   | Статус | на 01.04.1990 | на 01.04.2000 | на 01.04.2010 |
| ----------------- | ------ | ------------- | ------------- | ------------- |
| Бокерон           | Селище | 1 122         | 1 218         | 1 043         |
| Лас-П'єдрас       | Місто  | 6 195         | 6 352         | 5 883         |
| Пуебліто-дель-Ріо | Селище | 1 361         | 1 481         | 1 310         |